# Phalacropsylla oregonensis
Phalacropsylla oregonensis är en loppart som beskrevs av Lewis et Maser 1978. Phalacropsylla oregonensis ingår i släktet Phalacropsylla och familjen mullvadsloppor. Inga underarter finns listade i Catalogue of Life.